# Byun Hee-bong
Dans ce nom coréen, le nom de famille, Byeon, précède le nom personnel.
Byun In-chul, dit Byun Hee-bong (hangeul : 변희봉 ; hanja : 邊希峰 ; RR : Byeon Hui-bong ; MR : Pyŏn Hŭibong) est un acteur et doubleur sud-coréen, né le 8 juin 1942 à Jangseong (Jeolla du Sud) et mort le 18 septembre 2023 à Séoul.

## Biographie

### Jeunesse et formations
Byun In-chul (hangeul : 변인철 ; hanja : 邊仁徹 ; RR : Byeon In-cheol ; MR : Pyŏn In-chŏl) naît le 8 juin 1942 à Jangseong, en Jeolla du Sud,. Il passe son enfance à voyager entre Mokpo et Gwangju.
Jeune, il étudie le droit l'université Chosun, à Gwangju, puis l'abandonne pour tenter une carrière d'acteur,.
Au début des années 1960, il déménage à Séoul et travaille de nuit dans une entreprise pharmaceutique. À tout hasard, tard dans la nuit, il écoute une série radiographique étant, pour lui, « quelque chose d'intéressant » : il demande un emploi à la station de radio à diffusion appelée Donga Broadcasting System (DBS, 東亞放送), et le directeur de la radio, Cha Beom-seok, l'engage.

### Carrière
En 1963, Byun In-chul est doubleur à la station de Donga Broadcasting System, lancée par Dong-a Ilbo, avant de se joindre, en 1965, au recrutement des doubleurs à la radio-télévision de Munhwa Broadcasting Corporation (MBC),. Il joue également dans des pièces de théâtre, au milieu des années 1960, dans la compagnie de Cha Beom-seok qui lui a inculqué les compétences d'acteur et de chanteur.
En 1970, il apparaît en tant que figurant dans une série télévisée (홍콩 101번지), puis joue différents rôles mineurs, particulièrement ceux de méchant, dans de nombreuses séries telles que The First Republic (제1공화국, 1981), The Ume Tree in the Midst of the Snow (조선왕조 오백년: 설중매, 1984) dans laquelle il a pour rôle  Yu Ja-gwang, et Hur Jun (허준, 1999),.
En 1977, afin d'améliorer son image de méchant, il adopte Byun Hee-bong comme nom de scène.
En 1980, il tient un rôle mineur dans son premier long métrage Dull Servant Pal Bul-chul (팔불출) de Ko Ung-ho.
En 2000, il devient le concierge pour le film Barking Dog (플란다스의 개) de Bong Joon-ho, qu'il retrouve trois ans plus tard, pour incarner le sergent Goo Hee-bong dans le thriller à succès Memories of Murder (살인의 추억), puis The Host (괴물), en 2006, et Okja (옥자), en 2017. À propos de son invitation au festival de Cannes 2017 pour la projection du film Okja, il assure que « c'est un véritable honneur en tant qu'acteur. C'est comme si les fleurs avaient fleuri sur un vieil arbre incliné à 70 degrés. J'ai l'impression que mon souhait s'est réalisé, et l'ai ressenti au moment où je suis monté sur le tapis rouge. »,.

### Mort
En 2017, Byun Hee-bong est atteint d'un cancer du pancréas diagnostiqué lors d'un examen de santé. En 2018, il révèle sa maladie dans une émission sud-coréenne de TVN. Il meurt dans la matinée du 18 septembre 2023 à 81 ans des suites de cette maladie,. Ses funérailles ont lieu à l'hôpital Samsung, à Séoul,,.

## Filmographie partielle

### Films
- 1980 : Dull Servant Pal Bul-chul (팔불출) de Ko Ung-ho (premier film)
- 2000 : Barking Dog (플란다스의 개) de Bong Joon-ho : le concierge
- 2001 : Volcano High (화산고) de Kim Tae-gyun : Jang Hak-sa, directeur adjoint
- 2003 : Spring Breeze (불어라 봄바람) de Jang Hang-jun : Noh, écrivain
- 2003 : Memories of Murder (살인의 추억) de Bong Joon-ho : le sergent Goo Hee-bong
- 2004 : Sisily 2 km (시실리 2km) de Shin Jeong-won : Byeon No-in
- 2005 : Crying Fist (주먹이 운다) de Ryoo Seung-wan : l'entraîneur de Sang-hwan
- 2006 : The Host (괴물) de Bong Joon-ho : Park Hee-bong
- 2010 : Haunters (초능력자) de Kim Min-suk : Jeong-sik
- 2012 : I Am the King (나는 왕이로소이다) de Jang Gyu-seong
- 2012 : The Spies (간첩) de Woo Min-ho : Yoon
- 2017 : Okja (옥자) de Bong Joon-ho : Hee-bong

### Séries télévisées
- 2003 : Damo (다모/조선 여형사 다모)
- 2005 : My Girl  (마이걸) : Seol Woong
- 2007 : Behind the White Tower (하얀 거탑) : Oh Kyung-hwan
- 2010 : My Girlfriend is a Gumiho (내 여자친구는 구미호) : Cha Poong, grand-père de Cha Dae-woong
- 2011 : Glory Jane (영광의 재인) : Hwang, vieil homme (caméo)
- 2012 : Ohlala Couple (울랄라 부부) : Wol-ha
- 2014 : Pinocchio (피노키오) : Choi Gong-pil